# Безмощен
Безмощни е измислен термин, използван в литературната поредица „Хари Потър“ на английската писателка Джоан Роулинг.
Безмощни се наричат магове и вещици, които не могат да правят магия.
Безмощен и мъгъл са две много различни понятия. Мъгъли са хора, които нямат магически способности, но и нямат пряка връзка с магове. Често срещано е от мъгъли да се родят магове и вещици. Хора от такъв произход се наричат мъгълокръвни или мътнороди, което се смята за обида. А когато в немъгълско семейство се роди такъв, който не може да прави магии, се нарича безмощен.